# بلفاست الجنوبية (دائرة انتخابية في المملكة المتحدة)
بلفاست الجنوبية (بالإنجليزية: Belfast South)‏ هي إحدى الدوائر الانتخابية في المملكة المتحدة الممثلة في مجلس العموم في برلمان المملكة المتحدة.
عضو البرلمان الذي يمثلها حالياً هو :Dr Alasdair McDonnell (SDLP).